# Крижанівка (спостережна станція)
 Спостережна станція Крижанівка НДІ «Астрономічна обсерваторія» ОНУ ім. І. І. Мечникова  або  Спостережна станція Крижанівка  — спостережна станція, заснована в 1957 році у складі обсерваторії Одеського державного університету в селі Крижанівка Одеського району Одеської області, за 15 км на схід Одеси. Створення спостережної станції було ініційовано напередодні  Міжнародного геофізичного року. Творцем станції був Володимир Платонович Цесевич. Основна тематика досліджень — патрулювання метеорів для отримання даних про властивості атмосфери в метеорній зоні (80-110 км). На сучасному обладнанні станції в середньому за 120 хвилин патрульної зйомки виходить зображення 1 метеора.

## Начальники станції
- З 1957 року — Г. А. Ланге
- Б. Н. Фірманюк
- А. В. Рябов
- З 2010 року — Г. Ф. Потелещенко

## Інструменти обсерваторії
- Старий метеорний патруль на базі 4 фотокамер НАФА-3С/25 з  обтюратором і з об'єктивами «Уран-9» (D = 100 мм, F = 250 мм, розмір кадру 18 × 24 см, поле зору 39 × 53 градусів).
- Радіотелескоп — для спостережень іонізованих слідів метеорів в атмосфері
- Новий метеорний патруль на базі телескопа системи Шмідта (17/30см) і ПЗС приймача (WATEC LCL-902k) в телевізійному режимі на монтуванні АПШ-4 (з літа 2003 року)
- Фотооб'єктиви: «Индустар І-52», «Уран-9» і «Геліос-40» з електронно-оптичним перетворювачем «ЕВП-20А»
- Лазерно-локаційний телескоп ТПЛ-1М (планується)
- 80-см теодоліт  ЛД-2 для спостережень ШСЗ (планується)

## Основні напрями досліджень
- Патрульні базисні спостереження метеорів (в 90-х роках XX століття була перерва в спостереженнях)
- Змінні зірки
- Комети
- Лазерно-локаційні спостереження ШСЗ

## Основні досягнення
- Було отримано більше 100 базисних фотографій метеорів за допомогою метеорних патрулів с. Крижанівка і с. Маяки (до 90-х років XX століття)
- З літа 2003 року було отримано близько 400 зображень метеорів на малому полі зору телескопа системи Шмідта (17/30см) за 860 годин патрульної зйомки.